# Thomas-Morse MB-3
Il Thomas-Morse MB-3 fu un aereo da caccia monomotore biplano sviluppato dall'azienda aeronautica statunitense Thomas-Morse Aircraft Corporation e prodotto, oltre che dalla stessa, dalla Boeing nella prima parte degli anni venti.
La versione MB-3A fu il principale caccia in dotazione all'Air Service dell'United States Army tra il 1922 ed il 1925.

## Storia del progetto
L'esperienza acquisita dai piloti statunitensi che combatterono durante la prima guerra mondiale con velivoli di produzione europea venne divulgata in patria dopo il termine del conflitto. Durante il 66º Congresso del 1919 venne tra l'altro deciso di sfruttare tale esperienza esortando l'US Army ad organizzare gare d'appalto per la fornitura di aeromobili distinte tra quelle di valutazione dei prototipi e quelle per gli aerei di produzione. Le aziende aeronautiche nazionali sarebbero state stimolate a proporre nuovi modelli adatti allo scopo quindi, una volta valutati i prototipi da un'apposita commissione, sarebbe stata scelta la migliore proposta ed il progetto vincitore sarebbe diventato di proprietà del governo. L'azienda vincitrice avrebbe ricavato un profitto per essersi aggiudicato il bando del concorso ma non avrebbe comunque sfruttato quel vantaggio perché l'US Army avrebbe fornito il progetto a tutte le potenziali aziende produttrici.

### Sviluppo
Nel 1918 B. Douglas Thomas, socio e progettista della Thomas-Morse Aircraft Corporation, sviluppò i concetti introdotti dalla francese SPAD nella produzione dei suoi caccia. In particolare prese come modello lo SPAD S.VII disegnando un velivolo monoposto con configurazione alare biplana, realizzato con struttura in legno ricoperta in tela, che ne ripercorreva l'aspetto e le caratteristiche salienti, l'MB-3, dichiarando sarebbe stato in grado di raggiungere una velocità massima di 150 mph (241 km/h) con una velocità variometrica iniziale di 1 500 ft/min (7,62 m/s).
La US Army richiese nello stesso anno la fornitura di quattro prototipi per valutarne le caratteristiche, i quali vennero realizzati negli stabilimenti di Ithaca, nello stato di New York. Il primo esemplare venne portato in volo il 21 febbraio 1919 soddisfacendo le caratteristiche richieste ed ottenendo un contratto di fornitura per 50 esemplari da destinare all'United States Army Air Service più altri 10 per il United States Marine Corps. Tuttavia la Thomas-Morse non riuscì a soddisfare interamente la fornitura in quanto la Boeing, che aveva sviluppato una propria versione designata MB-3A apportando modifiche minori, era riuscita ad ottenere un contratto per una fornitura aggiuntiva di 200 aerei. La capacità industriale nella produzione di massa della Boeing permise a questa di riuscire ad ottenere un prezzo di vendita inferiore, nel caso dell'MB-3A 7 240 dollari statunitensi ($) per unità, episodio che segnò l'inizio del lento declino economico della Thomas-Morse. Al contrario i proventi acquisiti dalla Boeing dal presente contratto riuscirono a compiere il salvataggio della società dalle difficoltà finanziarie in seguito alla cancellazione di ordini dopo il termine della prima guerra mondiale, risultando essere stato l'impulso per la sua ascesa come produttore leader di aerei militari.
La Boeing modificò in seguito il suo modello MB-3A; gli ultimi 50 esemplari risultarono adottare una struttura tecnicamente meno raffinata ed adottarono un impennaggio con superfici ridisegnate.

## Tecnica

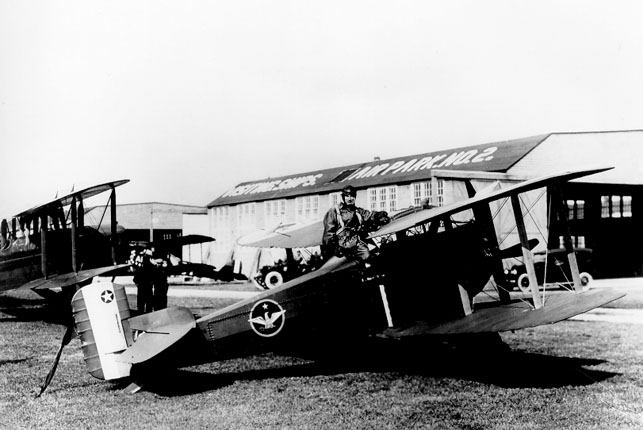
L'MB-3 utilizzato dall'asso statunitense Billy Mitchell, fotografato presso il Selfridge Field, Michigan.

Gli MB-3 ed MB-3A erano velivoli dall'impostazione classica per l'epoca; biplano, monomotore e monoposto con carrello fisso.
La fusoliera, di sezione rettangolare, era dotata di un singolo abitacolo aperto e terminava in un impennaggio classico monoderiva dotato di piani orizzontali controventati a pianta triangolare.
La configurazione alare era biplana con ala superiore ed inferiore di ugual misura, entrambe dotate di un sensibile angolo di diedro positivo, collegate tra loro da due coppie di montanti per lato integrati da tiranti in filo d'acciaio e, nella zona centrale, da una struttura tubolare tra l'ala superiore e la parte superiore della fusoliera.
Il carrello d'atterraggio era fisso, molto semplice, montato su una struttura tubolare al di sotto della fusoliera, dotato di ruote di grande diametro collegate da un asse rigido ed integrato posteriormente con un pattino d'appoggio.
La propulsione era affidata ad un motore Wright H posizionato sull'estremità anteriore della fusoliera, un 8 cilindri a V raffreddato a liquido derivato dal Hispano-Suiza 8, in grado di erogare una potenza pari a 300 hp (217 kW) ed abbinato ad un'elica bipala in legno a passo fisso. L'impianto di raffreddamento contraddistingueva visivamente le due versioni per la collocazione dei radiatori; nell'originale MB-3 erano posizionati sopra l'ala superiore mentre nell'MB-3A erano stati spostati ai lati della fusoliera tra l'ala superiore e quella inferiore.
L'armamento consisteva in una coppia di mitragliatrici da postazione fissa in caccia che si susseguirono nella configurazione in tre schemi distinti; una coppia calibro .30 in (7,62 mm) o. in alternativa, una. 30 in ed una. 50 in o due calibro. 50 in (12,7 mm).

## Impiego operativo
I primi esemplari dell'originale MB-3 cominciarono ad essere consegnati ai reparti già nel corso del 1919.
Il successivo MB-3A cominciò ad essere disponibile nel 1922 rimanendo per i successivi tre anni il principale caccia in dotazione all'Air Service dell'US Army. Nel 1925 cominciò ad essere considerato superato e durante la riorganizzazione della forza aerea statunitense che sfocerà, nel 1926, nell'istituzione dell'United States Army Air Service venne rapidamente sostituito dai caccia Curtiss PW-8 e Boeing PW-9 nel servizio operativo.
Gli esemplari migliori vennero tolti dalla prima linea e convertiti al ruolo di aereo da addestramento avanzato. Destinati ai reparti di formazione dei nuovi piloti da caccia vennero utilizzati dall'Advanced Flying School presso l'allora Kelly Air Force Base, in Texas.

## Versioni

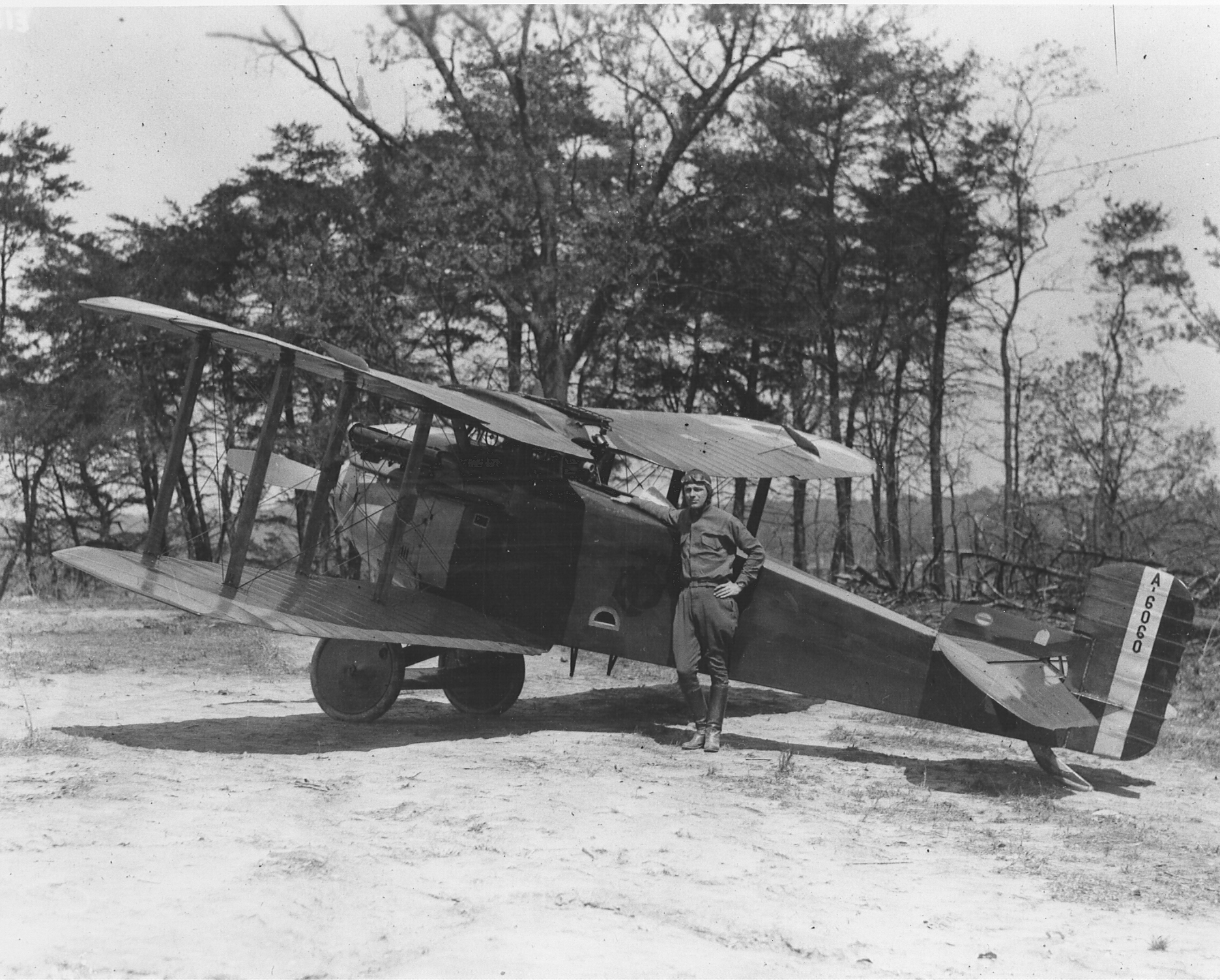
Un MB-3 dell'United States Marine Corps, fotografato nel 1921.

MB-3
prima versione prodotta in serie dalla Thomas-Morse e realizzata in 54 esemplari.
MB-3A
versione prodotta dalla Boeing, modificata nell'impianto di raffreddamento e realizzata in 200 esemplari.
MB-3M
designazione acquisita dagli MB-3A destinati al ruolo di addestratore avanzato.

## Utilizzatori
Stati Uniti
- United States Army Air Service
- United States Marine Corps